# Superiore Anno
Superiore Anno è la quindicesima enciclica di papa Leone XIII, pubblicata il 30 agosto 1884.
Con questa enciclica, il Papa richiama il tema già ricordato l'anno precedente con la Supremi Apostolatus Officio circa l'importanza della recita del Rosario durante il mese di ottobre.
Leone XIII esorta 
(Papa Leone XIII, parte della lettera enciclica Superiore Anno)
Il Pontefice ricorderà la pratica della recita del Rosario alla Chiesa in Italia con la lettera enciclica Vi è ben noto.